# 저스템
주식회사 저스템(영어: Justem)은 경기도 용인시 기흥구 탑실로 35번길 57에 본사를 둔 반도체 장비(질소 순환 장치)를 생산하는 기업이다.

## 제품
습도제어 장치 JFS(Justem Flow Straightener)를 500대 출하한 바 있다.

### 내용주
1. ↑  주관사를 미래에셋증권으로 공모가 15,000원에 코스닥 시장에 상장